# Mieczysław Bodalski
Mieczysław Bodalski (ur. 20 września 1918 w Szumanie-Pustołach, zm. 13 marca 1978 w Warszawie) – działacz polityczny i społeczny. Poseł do Krajowej Rady Narodowej, na Sejm Ustawodawczy oraz na Sejm PRL I, III i IV kadencji.

## Życiorys
Syn wiejskiego kowala Wacława oraz Cecylii. Skończył 7 klas szkoły powszechnej, w 1937 uczył się w szkole rolniczej, a w 1938 był na kursie Szkoły Spółdzielczej w Warszawie. W 1935 organizował koło Centralnego Związku Młodej Wsi „Siew”. W 1939 pracował w Spółdzielni Rolniczo-Handlowej w Ciechanowie. W czasie II wojny światowej członek Gwardii Ludowej (od czerwca 1942) i Armii Ludowej w stopniu kapitana. Należał do Polskiej Partii Robotniczej od lutego 1943, a od 1948 do Polskiej Zjednoczonej Partii Robotniczej. 3 maja 1945 został posłem do Krajowej Rady Narodowej, reprezentując PPR. W PPR był kierownikiem Wydziału Rolnego Komitetu Warszawskiego (1945–1946), I sekretarzem Komitetu Wojewódzkiego w Białymstoku (1945–1947) oraz zastępcą kierownika Wydziału Rolnego Komitetu Centralnego (1947). W latach 1948–1959 był zastępcą członka, a następnie (do 1965) członkiem Komitetu Centralnego PZPR.
Od 1947 do 1949 pełnił funkcję sekretarza generalnego Głównego Związku Samopomocy Chłopskiej. W latach 1949–1951 był I sekretarzem Warszawskiego Komitetu Wojewódzkiego PZPR. W latach 1952–1957 zajmował stanowisko wiceministra państwowych gospodarstw rolnych. Od 1957 do 1959 pełnił funkcję I sekretarza KW PZPR w Koszalinie. Poseł na Sejm Ustawodawczy oraz na Sejm PRL I, III i IV kadencji.
Był odznaczony Orderem Sztandaru Pracy II klasy, Krzyżem Srebrnym Orderu Virtuti Militari, Krzyżem Komandorskim Orderu Odrodzenia Polski, Krzyżem Partyzanckim, Medalem 10-lecia Polski Ludowej oraz Złotą Odznaką honorową „Za Zasługi dla Warszawy” (1967).
Został pochowany z honorami 18 marca 1978 na Cmentarzu Komunalnym na Powązkach (kwatera B4-tuje-15). Władze partyjne i państwowe na pogrzebie reprezentowali m. in.: przewodniczący Centralnej Komisji Rewizyjnej PZPR Arkadiusz Łaszewicz, kierownik Wydziału Rolnego KC PZPR Jerzy Wojtecki oraz I zastępca ministra przemysłu spożywczego i skupu Kazimierz Jarosz.